# Manfred Volland
Manfred Volland (* 9. März 1933 in Apolda; † 21. Juni 2019 in Strausberg) war ein deutscher Offizier, zuletzt im Ranges eines Generalleutnantes der Nationalen Volksarmee der DDR. In seiner letzten Dienststellung war er einer der Stellvertreter des Chefs der Politischen Hauptverwaltung der NVA.

## Leben
Volland wurde am 9. März 1933 als Sohn eines Schlossers im thüringischen Apolda geboren. Nach dem Besuch der Volksschule absolvierte er von 1947 bis 1950 eine Lehre zum Werkzeugmacher. Nach der Lehre war Volland zunächst als Funktionär in der FDJ-Kreisleitung Arnstadt tätig. Im Zuge des Aufbaus von bewaffneten Streitkräften in der DDR und der dazugehörigen Werbung vor allem auch in der FDJ trat Volland am 28. Dezember 1950 mit 17 Jahren in damalige Hauptverwaltung Ausbildung (HVA) ein und war daraufhin im Ausbildungsjahr 1950/51 Kursant am Standort Priemerwal bei Güstrow, wo sich auf dem Gelände einer ehemaligen Muna die zu diesem Zeitpunkt einzige Schule der HVA für Panzertruppen (C-Schule) befand. Während dieser Zeit trat Volland in die SED ein. Im nachfolgenden Ausbildungsjahr 1951/52 absolvierte Volland als Offiziershörer einen Polit-Kultur-Lehrgang am Standort Treuenbrietzen, wo sich damals eine von zwei Polit-Schulen der HVA/KVP befand. Danach wurde er kurzzeitig an den Standort Mühlhausen/Thüringen zu einer gemischten Volkspolizeibereitschaft versetzt. Anschließend wurde Volland nach Eggesin zum Stab der aufzubauenden mechanisierten Volkspolizeibereitschaft versetzt die seit 1952 dort aufgebaut wurde. Sie war ein Vorläufer der späteren 9. Panzerdivision der NVA. Volland wirkte dort bis 1956 als Stellvertreter des Kommandeurs für Politische Arbeit auf Kompanie- und Bataillonsebene. Nach einem weiteren Lehrgang als Offiziershörer an der Polit-Schule Berlin-Treptow 1957 wurde er nach Burg bei Magdeburg versetzt, wo er bis 1959 als Stellvertreter des Bataillonskommandeurs für Politarbeit im Panzerlehrbataillon 1 (PzLB-1) eingesetzt wurde. Das PzLB-1, was zum zusammen mit dem Panzerregiment 1 in Burg am 30. April 1956 aufgestellt worden war, gehörte zum ersten Großverband der NVA, der 1. Mechanisierten Division der NVA, der späteren 1. motorisierten Schützendivision mit Sitz in Potsdam. 1959 erfolgte Vollands Versetzung zum Artillerieregiment-1 (AR-1) nach Oranienburg, wo er bis 1964 als Stellvertreter des Regimentskommandeurs für Politarbeit zuständig war.
Danach wurde er zu einem fünfjährigen Studium an die Militärpolitische Lenin-Akademie nach Moskau delegiert. Zurückgekehrt aus Moskau wurde Volland zu einer relativ jungen Truppengattung versetzt, den Raketentruppen. Am Standort Stallberg bei Torgelow war 1962 zunächst die selbständige Artilleriebrigade 2 aufgestellt und 1967 in 5. Raketenbrigade umbenannt worden. Sie war der erste Truppenteil innerhalb der NVA mit operativ-taktischen Raketen. Volland war dort bis 1972 als stellvertretender Brigadekommandeur und Leiter der Politabteilung eingesetzt. Nach dieser Station wurde der 39-jährige an die Genstaba nach Moskau delegiert, die er bis 1974 besuchte. Anschließend wurde Volland erneut in die sogenannte Panzerrepublik versetzt, er wurde stellvertretender Divisionskommandeur der 9. Panzerdivision mit Stab in Eggesin und Leiter deren Politabteilung. 1976 erfolgte Vollands Versetzung nach Neubrandenburg, wo er bis 1981 im Kommando des Militärbezirkes V als Stellvertreter des Chefs der Politischen Verwaltung für Instruktion und Organisation zuständig war. Mit Wirkung vom 1. Dezember 1981 wurde er in den südlichen Militärbezirk III nach Leipzig versetzt, wo Volland nun im Militärbezirkskommando als Stellvertreter des Chefs des Militärbezirkes und Chef der Politischen Verwaltung des Militärbezirkes tätig war. Daraufhin erfolgte am 7. Oktober 1982 die Ernennung zum Generalmajor.
Nach dem Tod des Ministers für Nationale Verteidigung, Armeegeneral Heinz Hoffmann, am 2. Dezember 1985, kam es in der Politischen Hauptverwaltung beim Ministerium für Nationale Verteidigung zu Umbesetzungen. Der bisherige Chef der Politischen Hauptverwaltung Generaloberst Heinz Keßler wurde nunmehr Verteidigungsminister und sein bisheriger Stellvertreter Horst Brünner nun Chef der Politischen Hauptverwaltung beim MfNV. Mit dem freigewordenen Stellvertreterposten, zuständig für die organisatorisch-politische Arbeit in der Politischen Hauptverwaltung wurde Manfred Volland ab dem 1. Februar 1986 betraut, was einen Wechsel zum Dienstort Strausberg nach sich zog. Da Volland nunmehr in hoher politischer Verantwortung innerhalb der NVA stand, wurde er auf dem XI. Parteitag der SED im April 1986 auch als Kandidat in das Zentralkomitee der SED gewählt. Zum 1. März 1988 erfolgte seine Beförderung zum Generalleutnant. Am 28. Februar 1990 wurde Volland aus dem Dienst in der NVA 56-jährig entlassen.
Volland starb am 21. Juni 2019 nach langer schwerer Krankheit in Strausberg.